# Intersexualidad en Chile

Prohibición legal de las intervenciones médicas
Reglamento por el cual se suspenden las intervenciones médicas sin consentimiento

La intersexualidad en Chile ha vivido procesos de cambios legales a partir de inicios del siglo XXI. Desde el 7 de noviembre de 2023, Chile prohíbe cirugías, procedimientos o tratamientos médicos innecesarios y no consentidos a recién nacidos, niños, niñas y adolescentes intersexuales. Desde el 15 de marzo de 2022, Chile prohíbe la discriminación por "características sexuales" según la Ley 21.430 de Garantías y Protección Integral de los Derechos de Niños, Niñas y Adolescentes. El país cuenta con el marco de protección legal más avanzado de América Latina.

## Historia
En 2015, Chile se convirtió brevemente en el segundo país en proteger a los bebés y niños intersexuales de intervenciones médicas innecesarias, después de Malta; sin embargo, las regulaciones fueron reemplazadas al año siguiente. Chile también tiene un ejemplo temprano de compensación ordenada por un tribunal otorgada en el caso Benjamín-Maricarmen en 2012.
En abril de 2018, activistas intersexuales de América Latina y el Caribe publicaron la declaración de San José de Costa Rica, definiendo las demandas locales.
Desde 2022, Chile es el primer país de América Latina que brinda protección legal contra la discriminación por características sexuales.
En noviembre de 2023, Chile volvió a emitir normas que protegen a bebés, niños y adolescentes intersexuales de intervenciones médicas no consentidas.

## Integridad física y autonomía corporal
La Circular N° 15 emitida en noviembre de 2023 por el Ministerio de Salud, con base en la Convención sobre los Derechos del Niño y la Ley 21.430 sobre Garantías y Protección Integral de los Derechos de la Niñez y la Adolescencia, instruye a los equipos de salud a adoptar medidas que aseguren el interés superior de niños y adolescentes con variaciones de características sexuales. Prohíbe explícitamente las cirugías, procedimientos o tratamientos médicos a recién nacidos, niños y adolescentes intersexuales, cuyo único fin sea la modificación para responder a expectativas sociales y/o estéticas sin el consentimiento del niño, niña o adolescente. Establece que los procedimientos, cirugías y tratamientos sólo deben realizarse con el fin exclusivo de resolver una incompatibilidad funcional y/o eliminar una condición que ponga en riesgo sustancial la salud o la vida de la persona, asegurando la garantía de la autonomía de su cuerpo, y asegura la capacidad del niño, niña o adolescente de decidir posteriormente, de acuerdo con su identidad y su deseo del proceso reproductivo. Se dejaron sin efecto las circulares 18/2015 y 07/2016.
En 2015, el Comité de los Derechos del Niño de la ONU recomendó que Chile reconociera los derechos de los niños intersexuales chilenos y expresó su preocupación "por los casos de cirugía y otros tratamientos médicamente innecesarios e irreversibles en niños intersexuales":

49. A la luz de su Observación general núm. 18 (2014) sobre prácticas nocivas, aprobada conjuntamente con el Comité para la Eliminación de la Discriminación contra la Mujer, el Comité recomienda que el Estado parte acelere la elaboración y aplicación de un protocolo de atención a niños intersexuales basado en los derechos que establece los procedimientos y pasos a seguir por los equipos de salud para garantizar que nadie sea sometido a cirugía o tratamiento innecesario durante la infancia o la niñez, proteger los derechos de los niños afectados a la integridad física y mental, autonomía y autodeterminación, proporcionar a los niños intersexuales y a sus familias asesoramiento y apoyo adecuados, incluso de sus pares, y garantizar un remedio efectivo para las víctimas, incluyendo reparación y compensación.

En enero de 2016, el Ministerio de Salud de Chile ordenó la suspensión de tratamientos de normalización innecesarios para niños intersexuales, incluida la cirugía irreversible, hasta que alcancen una edad en la que puedan tomar decisiones por sí mismos.
Las instrucciones se publicaron en la Circular 8, del 22 de diciembre de 2015, titulada "Instrucciones sobre aspectos de la atención médica a niños intersexuales". La circular insta a poner fin a los tratamientos de "normalización" innecesaria de los niños intersexuales, incluidas las cirugías genitales irreversibles, hasta que tengan edad suficiente para decidir sobre sus cuerpos, mientras se trabaja para desarrollar protocolos que cumplan con las normas de derechos humanos. El país se convirtió en el segundo del mundo en proteger a los niños intersexuales de prácticas nocivas, después de Malta.
Sin embargo, la circular de 2015 fue reemplazada por la Circular 7, del 23 de agosto de 2016, que establece que la recomendación anterior de no realizar cirugías genitales innecesarias no se aplica a las "patologías" en las que se puede determinar claramente el sexo. Tampoco se aplica en casos de hiperplasia suprarrenal congénita cuando los profesionales o el paciente consideren necesaria la cirugía, y cuando el paciente o su representante (como sus padres) consientan. En los casos en que se pueda asignar cualquiera de los sexos, la asignación de sexo y las cirugías podrán realizarse mediante acuerdo entre los padres y equipos multidisciplinarios, considerando también la posibilidad de diferir las cirugías a un momento en que el niño haya manifestado una identidad sexual. Las directrices se basan en un documento de consenso clínico de 2006. Brújula Intersexual describe la circular como permitiendo intervenciones sin sustentar datos de largo plazo, e ignorando testimonios de personas sometidas a intervenciones tempranas.
En julio de 2018, el Comité de la ONU para la Eliminación de la Discriminación contra la Mujer emitió observaciones finales sobre prácticas nocivas, recomendando que Chile "prohíba explícitamente la realización de tratamientos quirúrgicos u otros tratamientos médicos innecesarios a niños intersexuales hasta que alcancen una edad en la que puedan dar su consentimiento libre, previo e informado". El comité también pidió que se brinde asesoramiento y apoyo a las familias, y educación a los profesionales médicos.

## Remedios y reclamaciones de indemnización

### Caso Benjamín Maricarmen
En 1993, un bebé con "genitales ambiguos" llamado Maricarmen, sufrió una intervención quirúrgica irreversible. El equipo médico del niño determinó que sería criado como una niña y le extirparon las gónadas y el sistema reproductor masculino. Se informó a los padres que el niño tenía hernias inguinales. A los 10 años, en 2003, Maricarmen iba a iniciar una terapia de reemplazo hormonal. En relación con esto, se realizaron análisis de sangre que confirmaron que el sexo cromosómico del niño era 46,XY, masculino. El niño de diez años inmediatamente hizo la transición y se convirtió en Benjamín. El cambio de documentos oficiales llevó varios años y requirió que pasara por exámenes físicos y psiquiátricos.
El 12 de agosto de 2005 la madre interpuso una demanda contra el Servicio de Salud del Maule. La demanda por daños y perjuicios se inició en el Juzgado Cuarto de Letras de Talca, pero terminó en la Corte Suprema de Chile. El 14 de noviembre de 2012, el Tribunal condenó al Servicio de Salud del Maule por "falta de servicio" y a pagar una indemnización de 100 millones de pesos por los daños morales y psicológicos causados a Benjamín, y otros 5 millones para cada uno de los padres. El fallo señala que el hospital debió contar con exámenes que permitieran a los padres y a la víctima "decidir sobre la extirpación de estos órganos y la condición de hombre o mujer con la que afrontaría la vida y la sociedad".

## Protección contra la discriminación

Protección explícita contra la discriminación debido a las características sexuales
Protección explícita contra la discriminación debido a la condición de intersexual
Protección explícita contra la discriminación debido a la intersexualidad, enfocada en el sexo de la persona

La Ley 21.430 de "Garantías y Protección Integral de los Derechos de la Niñez y la Adolescencia" incluye la protección contra la discriminación por motivos de características sexuales; la ley busca adaptar la legislación chilena a la Convención sobre los Derechos del Niño. El artículo 8 sobre "Igualdad y discriminación no arbitraria" establece que "Ningún niño, niña o adolescente podrá ser discriminado arbitrariamente por razón de su sexo, orientación sexual, identidad de género, expresión de género y características sexuales", entre otras distinciones. Fue publicado en el Diario Oficial de la República de Chile el 15 de marzo de 2022 y entró en vigor a partir de la fecha de su publicación.
En abril de 2017, el Ministerio de Educación presentó un documento titulado "Lineamientos para la Inclusión de personas lesbianas, gays, bisexuales, trans e intersex en el sistema educativo chileno", con el objetivo de promover la inclusión y salvaguardar la igualdad y la no discriminación. Considera sugerencias para salvaguardar los derechos de niños, niñas y adolescentes LGTBI en contextos educativos; acciones para apoyarlos en caso de que no cuenten con el apoyo de sus familias y objetivos de aprendizaje para abordar este tema.
El 3 de agosto de 2021, el Senado aprobó el proyecto de ley que modifica y fortalece la Ley N° 20.609, que establece medidas contra la discriminación. El proyecto aprobado menciona las características sexuales como una categoría protegida contra la discriminación, además de agregar dicha protección en el Código del Trabajo y también en el Código Penal a través de una nueva definición de agravante penal. El proyecto de ley pasó a discusión en la Comisión de Derechos Humanos y Pueblos Indígenas de la Cámara de Diputadas y Diputados.

## Documentos de identificación
La Ley de Identidad de Género, vigente desde 2019, reconoce el derecho a la identidad de género autopercibida, permitiendo a las personas mayores de 14 años cambiar su nombre y género en todos los documentos oficiales sin requisitos prohibitivos. Desde 1974, el cambio de género era posible en el país mediante un proceso judicial.
Los certificados de nacimiento están disponibles al nacer y muestran un sexo "indeterminado" si no es posible asignar un sexo. Según el Registro Civil, entre 2006 y 2017, 269 niños intersex han sido inscritos bajo la categoría de "sexo indeterminado" en los registros oficiales. El cambio de género en el acta de nacimiento debe solicitarse a través de los tribunales cuando se determine el sexo biológico.
La Ley 21.430 de "Garantías y Protección Integral de los Derechos de la Niñez y la Adolescencia" reconoce el derecho de las niñas, niños y adolescentes a desarrollar su identidad de género. El artículo 26 basado en el "Derecho a la Identidad" señala que "Todo niño, niña o adolescente tiene derecho, desde su nacimiento, a tener un nombre, una nacionalidad, una lengua de origen y a estar inscrito en el Servicio de Registro Civil e Identificación, sin dilación (...) Las instituciones públicas y privadas estarán obligadas a reconocer y respetar la identidad de las niñas, niños y adolescentes de conformidad con lo dispuesto anteriormente, así mismo, tienen derecho a conocer la identidad de sus padres y/o madres, su origen biológico, a preservar sus relaciones familiares de conformidad con la ley, a conocer y ejercer la cultura de su lugar de origen y, en general, a preservar y desarrollar la propia identidad e idiosincrasia, incluida su identidad de género, de conformidad con legislación vigente (...) Cuando un niño, niña o adolescente es privado ilegalmente de alguno de los elementos de su identidad, o de todos ellos, se le debe brindar la asistencia y protección adecuada para restituirla rápidamente (...) El Servicio de Registro Civil e Identificación contará con trámites sencillos y rápidos que permitan la inscripción del nacimiento de los recién nacidos, su identificación oportuna y la de su nacionalidad (...) El niño o adolescente deberá ser registrado con un nombre y dos apellidos convencionales, dejando constancia en el inciso correspondiente, sin perjuicio del derecho a reclamar posteriormente la determinación de su identidad".
En Chile existen dos políticas públicas basadas en la ley antidiscriminación que, de alguna manera, están diseñadas para proteger a las personas intersex.
El 14 de junio de 2012, el Ministerio de Salud emitió la Circular 21 titulada "Reitera instrucción sobre la atención a personas trans en la red de atención de salud". El documento estipula la reiteración a los servicios de salud el deber de los funcionarios de respetar la identidad de género y la denominación social de las personas trans e intersex, con énfasis en la atención primaria de salud. Señala que las personas intersexuales, en comparación con las personas trans, "también pueden manifestar una situación similar, cuando el sexo genital no corresponde a la identidad de género que la persona está desarrollando".
El 9 de noviembre de 2012, el Servicio Médico Legal, dependiente del Ministerio de Justicia, emitió la Circular 1297 que instruye el cumplimiento de la "Guía Técnica Experta en Sexología Forense para casos trans e intersex". Tiene por objeto salvaguardar la integridad física y psíquica de las personas, garantizando especialmente la protección de la dignidad; el protocolo menciona que las personas trans e intersex no serán sometidas a peritajes invasivos, además deberán ser tratadas por su nombre social o el que la persona prefiera.